# Batalla de Bagdad (1258)
La batalla de Bagdad de 1258 fue un hecho de armas que concluyó con la victoria del jefe mongol Hulagu Kan, nieto de Gengis kan y hermano del jefe supremo mongol Mongke Kan, sobre el Califato abásida y que culminó en la toma, saqueo e incendio de Bagdad.

## Antecedentes
Bagdad era en 1258 la capital del Califato abasí, un estado islámico que ocupaba el actual Irak y parte de Irán, gobernado por el califa abasí Al-Musta'sim. Antaño poderoso, con el paso del tiempo el califato abasí había perdido el control sobre muchos territorios y había devenido un estado de poca importancia. El califa era una marioneta controlada por mamelucos o caudillos militares turcos de origen esclavo, no obstante seguía siendo el líder espiritual del Islam, y Bagdad era una ciudad rica y un importante centro cultural.

## La batalla
El ejército mongol, dirigido por Hulagu Kan y el comandante chino Guo Kan, salió hacia Bagdad en noviembre de 1257. Estaba compuesto por mongoles, sus vasallos chinos, armenios, georgianos y persas, y francos del Principado de Antioquía. En su marcha Hulagu Jan destruyó a los luros, y puso asedio y rindió varias fortalezas de la secta de los Asesinos (hashashín), los cuales entregaron finalmente su inexpugnable fortaleza de Alamut sin combatir en 1256, y que fue arrasada hasta los cimientos. A continuación, el ejército prosiguió hacia Bagdad.
Hulagu exigió la rendición, pero el califa se negó y advirtió a los mongoles que provocarían la ira de Alá si le atacaban. Muchos cronistas afirman que el califa no tomó medidas para resistir el asalto, ya que no reunió tropas ni reforzó las murallas de Bagdad. David Nicolle afirma que, además de no preparar la defensa, el califa ofendió grave e innecesariamente a Hulagu Jan, lo que garantizó su destrucción (Mongke Kan había ordenado a su hermano que respetara el califato si este se sometía a la autoridad del Imperio mongol).
Una vez en las cercanías de la ciudad, Hulagu dividió a sus fuerzas, amenazando ambos lados de la ciudad desde las orillas este y oeste del Tigris. El ejército del califa rechazó a algunos de los contingentes que atacaban por el oeste, pero los mongoles destruyeron varios diques e inundaron el terreno ocupado por el ejército califal, atrapándolo. Gran parte del mismo pereció ahogado o masacrado.
Por orden de Guo Kan, los auxiliares chinos de los mongoles comenzaron a sitiar la ciudad construyendo una empalizada y un foso y disponiendo máquinas de sitio y catapultas. El asedio empezó el 29 de enero, que fue breve. El 5 de febrero los mongoles controlaban ya parte de la muralla. Entonces Al-Musta'sim intentó negociar, pero ya era tarde. 
El 10 de febrero se rendía Bagdad. Los mongoles irrumpieron en ella el 13 de febrero y dio comienzo una semana de matanzas, violaciones y destrucción: los mongoles arrasaron y destruyeron mezquitas, palacios, bibliotecas y hospitales; la Gran Biblioteca de Bagdad, con incontables documentos históricos y libros de valor incalculable sobre temas que iban de la medicina a la astronomía, fue arrasada. Muchos vecinos intentaron huir, pero fueron alcanzados y asesinados a placer por los soldados mongoles. El califa fue capturado y obligado a ver cómo se asesinaba a sus súbditos y se saqueaba su tesoro. Según la mayoría de las crónicas, murió bajo los cascos de los caballos de los mongoles, que lo enrollaron en una alfombra y luego marcharon sobre él (creían que ofenderían a la tierra si derramaban sangre real en ella). Solo sobrevivió uno de sus hijos, que fue enviado a Mongolia.

## Consecuencias
Normalmente, los mongoles solo destruían una ciudad si les ofrecía resistencia. Las ciudades que capitulaban inmediatamente podían esperar clemencia. La destrucción de Bagdad fue hasta cierto punto una estrategia deliberada para intimidar a otras ciudades y reinos. Esto funcionó con Damasco, pero no con el Sultanato mameluco de Egipto, que resistió y derrotó a los mongoles en la batalla de Ain Jalut en 1260. Bagdad seguiría siendo una ciudad despoblada y en ruinas durante siglos; solo tras mucho tiempo recuperaría parte de su antiguo esplendor.
Algunos historiadores creen que los mongoles destruyeron gran parte del sistema de irrigación que había funcionado en Mesopotamia durante milenios. Los canales fueron cortados y jamás se repararon. Murió o huyó tanta gente que no fue posible mantener el sistema de canales.
Otros historiadores no opinan lo mismo, y consideran que el declive en la agricultura fue ocasionado porque los mongoles sembraron de sal los campos.